# Madina Wandifa
Madina Wandifa ist eine Stadt im Département Bounkiling der Region Sédhiou, gelegen im Süden des Senegal. Die Schreibweise des Namens ist im amtlichen Gebrauch nicht ganz einheitlich, auch die Form Médina Wandifa wird verwendet.

## Geographische Lage
Madina Wandifa befindet sich im Zentrum der Casamance, dem Landesteil des Senegal, der sich zwischen Gambia und Guinea-Bissau erstreckt. Die Stadt liegt 270 Kilometer südöstlich von Dakar, 39 Kilometer nördlich der Regionalpräfektur Sédhiou und sechs Kilometer östlich von Bounkiling. Die Stadt liegt sieben Kilometer nördlich des Soungrougrou, der hier, 120 km östlich der Atlantikküste, unter dem auswaschenden Einfluss der Gezeitenströmungen eine Breite von etwa 850 Meter hat und an dieser Stelle von einer kombinierten Damm- und Brückenkonstruktion überquert wird. Im Norden ist der Grenzübergang nach Gambia 39 Kilometer entfernt.

## Geschichte
Das Dorf Madina Wandifa wurde 2008 mit dem Dorf Toua el hadji vereint und erlangte den Status einer Commune (Stadt). Das Stadtgebiet erstreckt sich von der Transformatorenstation aus gemessen eine bestimmte Anzahl von Kilometern in alle vier Himmelsrichtungen. Daraus ergab sich eine Stadtfläche von rechnerisch 14,0 km².
Durch die verkehrsgünstige Lage hat sich die Einwohnerzahl innerhalb weniger Jahre auf 14.000 verdoppelt. Dieser dynamischen Entwicklung hat namentlich die Versorgung mit Trinkwasser nicht Schritt halten können. Nach jahrelanger Trinkwasserknappheit sind im Jahr 2017 Brunnenbohrungen und der Bau eines Wasserturms beschlossen worden.

## Bevölkerung
Die letzten Volkszählungen ergaben jeweils folgende Einwohnerzahlen:
| Jahr | Einwohner |
| ---- | --------- |
| 1988 | …         |
| 2002 | …         |
| 2013 | 12.205    |

## Verkehr
Madina Wandifa ist ein wichtiger Verkehrsknotenpunkt auf der als Transgambienne bekannten Nationalstraße N 4, die den Westen und Norden der Casamance über Gambia mit dem Rest des Landes verbindet. Ausgehend von der Großstadt und Hafenstadt Ziguinchor, erreicht sie Madina Wandifa über Bignona und Bounkiling. Von hier aus führt sie weiter nach Norden über die Grenze und zu der 850 Meter langen Fährverbindung über den  Gambia. Wieder in Senegal wendet sie sich nach Nordwesten über Nioro du Rip nach Kaolack, wo sie vor der Stadt den Saloum überquert und dann die N 1 kreuzt.
In der Stadtmitte von Madina Wandifa zweigt von der N4 eine Straße nach Süden in die Départementspräfektur Sédhiou ab und überquert zunächst den Soungrougrou, an dessen anderem Ufer das achteinhalb Kilometer entfernte Dorf Diaroumé liegt. Diesem Umstand verdankt Madina Wandifa, dass die Stadt gemeinhin auch unter dem Namen Carrefour Diaroumé (Straßenkreuzung Diaroumé) bekannt ist.
Mit dem 91 Kilometer entfernten Flughafen Ziguinchor besteht ein Anschluss an das nationale Luftverkehrsnetz.